# Editto sui prezzi massimi
L'editto sui prezzi massimi  (anche conosciuto come editto di Diocleziano; in latino Edictum De Pretiis Rerum Venalium) fu emesso nel 301 dall'imperatore romano Diocleziano.
Durante la crisi del III secolo, le monete romane erano state notevolmente svalutate a causa dei numerosi imperatori e usurpatori romani che avevano battuto moneta in maniera indipendente per corrompere i soldati e i funzionari. Diocleziano durante il suo regno, nello stesso periodo dell'editto sui prezzi così come aveva fatto in precedenza, emise dei decreti sulla valuta nel tentativo di riformare il sistema delle tasse e di stabilizzare la moneta. È difficile sapere esattamente come è stata cambiata la monetazione, giacché i valori e perfino i nomi delle monete sono spesso sconosciuti.

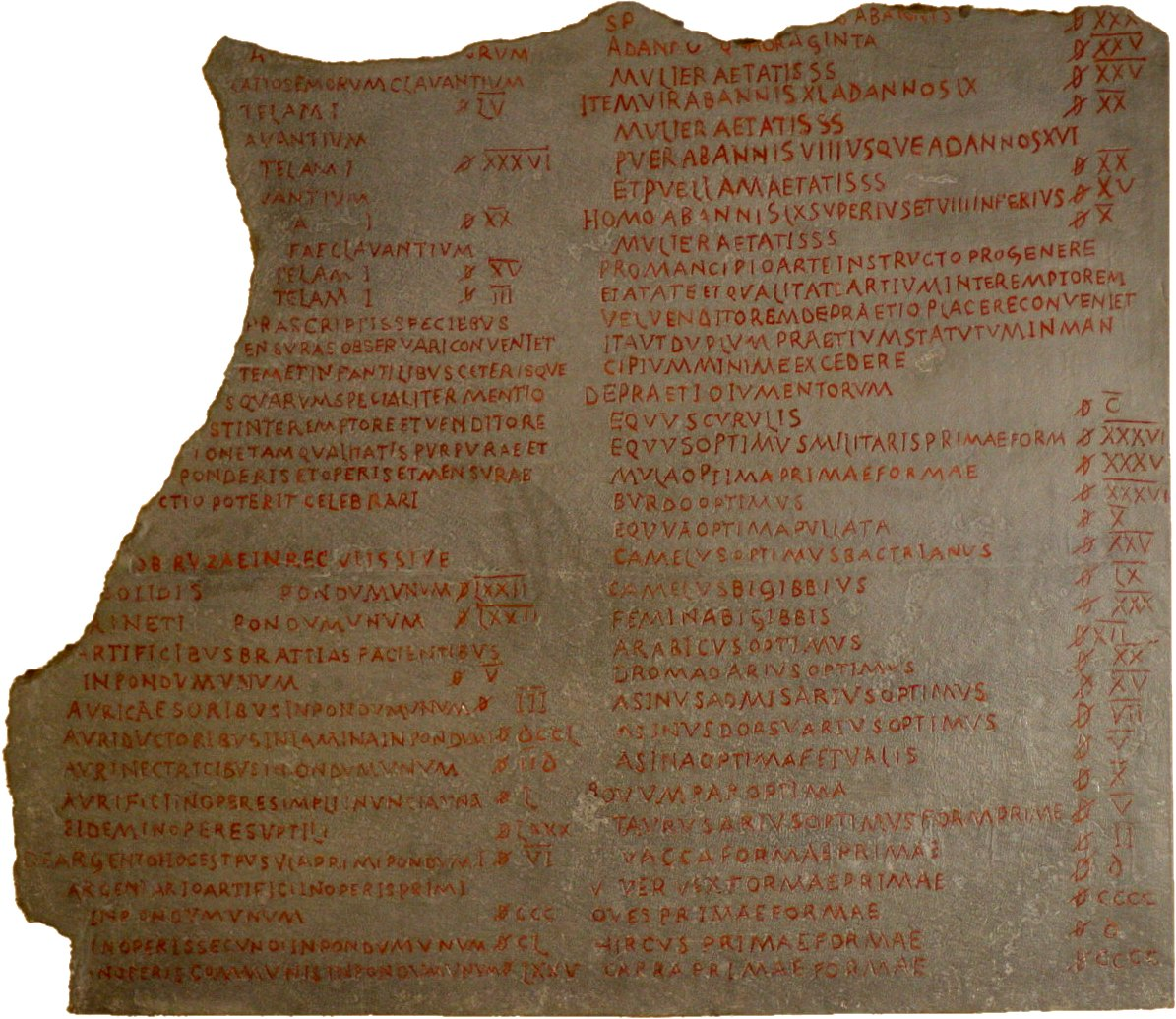
Lapide con parte del testo dell'editto, al Pergamonmuseum di Berlino

## Storia
Tutte le monete nel decreto e nell'editto erano valutate in base al denario, che Diocleziano aveva sperato di sostituire con un nuovo sistema basato sull'argenteo e sulle relative frazioni.
L'argenteo sembra essere fissato a un valore di 100 denari, il nummus argentato a 25 denari e il bronzo radiato a 4 - 5 denari. Il rame con la corona di alloro fu rivalutato da 1 denario a 2 denari. L'aureo d'oro, il cui valore in questo periodo era arrivato a 833 denari, fu rimpiazzato con il solido, che valeva 1 000 denari (questo era differente dal solido introdotto da Costantino I alcuni anni più tardi). Queste monete mantennero il loro valore durante il regno di Diocleziano, ma a differenza delle monete di bronzo e di rame, che erano prodotte in grande quantità, erano battute solo molto raramente e hanno avuto scarso effetto sull'economia.
Queste nuove monete in realtà aumentarono l'inflazione e, nel tentativo di combatterla, Diocleziano emise all'inizio un editto sul valore delle monete, il cosiddetto editto di Afrodisiade (301): con esso il valore delle monete di rame e di bronzo raddoppiava, e si fissava la pena di morte per gli speculatori, i quali furono incolpati per l'inflazione e paragonati ai barbari che attaccavano l'impero.
Di fronte all'insuccesso di questo primo provvedimento, fu emanato, fra il 20 novembre e il 9 dicembre del 301, l'Edictum de pretiis. Questo era diviso in 32 sezioni e poneva un limite sui prezzi per tutti i prodotti commerciabili nell'impero. L'obiettivo non era "congelare" i prezzi, ma segnarne i maxima, ovvero i massimi prezzi di mercato, oltre i quali determinate merci non avrebbero potuto essere vendute. Queste merci includevano varie merci per l'alimentazione (carne, grano, vino, birra, salsicce, ecc.), abbigliamento (scarpe, mantelli, ecc.), le spese di trasporto per i viaggi in mare e gli stipendi settimanali. Il limite più alto era per una libbra di seta colorata con la porpora, che fu fissata a 150 000 denari (il prezzo di un leone fu fissato alla stessa cifra). Nell'editto di Diocleziano, si menzionava che il vino di Piceno era considerato il vino più costoso, insieme a Falerno. Il Vinum Hadrianum fu prodotto a Picenum, nella città di Hatria o Hadria, la città vecchia di Atri.
Tuttavia, l'editto non risolse il problema, poiché la massa totale delle monete coniate continuò ad aumentare l'inflazione e i prezzi massimi che erano stabiliti erano apparentemente troppo bassi. I mercanti o smisero di produrre le merci, o le vendettero illegalmente al mercato nero (che in quegli anni proliferò), o usarono invece il sistema del baratto. L'editto come risultato spinse a interrompere gli affari e il commercio, fra commercianti o in città intere, che non erano più in grado di produrre i beni a costi accettabili. Poiché l'editto inoltre aveva fissato i limiti sugli stipendi, coloro che avevano gli stipendi fissi (in particolare soldati) trovarono che il loro salario era aumentato ma non aveva più valore poiché i prezzi artificiali non riflettevano i costi reali. Si produsse quindi una vera e propria "paralisi" dell'economia nell'impero.
L'editto fu probabilmente emesso ad Antiochia di Siria o ad Alessandria e fu installato in inscrizioni in greco e latino. Ora sopravvive solo nei frammenti trovati principalmente nella parte orientale dell'impero, in cui Diocleziano aveva governato, anche se è il pezzo di legislazione del periodo della tetrarchia che è sopravvissuto più a lungo. L'editto è stato criticato da Lattanzio, un retore di Nicomedia, che incolpò gli imperatori per l'inflazione e scrisse a proposito delle lotte causate dall'alterazione forzata dei prezzi. Alla fine del regno di Diocleziano, nel 305, l'editto fu virtualmente ignorato e l'economia non si stabilizzò fino alla riforma della monetazione di Costantino.